# SK Rockaden Stockholm
SK Rockaden ist der größte Schachverein in Schweden. Er wurde 1921 im zentralen Stockholmer Stadtteil Södermalm gegründet, wo er in den ersten 40 Jahren seines Bestehens die längste Zeit seinen Sitz hatte. 1961 zog der Verein in den südlichen Stadtteil Högdalen um, und 1993 an seine heutige Adresse im südwestlichen Stadtteil Hägerstensåsen.
Seit der Saison 1972/73 spielt Rockaden in der höchsten Spielklasse im schwedischen Mannschaftsschach (bis 1987 Division I, seitdem Elitserien). 26 Mal gewann man die schwedische Mannschaftsmeisterschaft: 1957, 1958, 1959, 1980, 1982, 1984, 1985, 1986, 1992, 1993, 1994, 1995, 1996, 1997, 1998, 2001, 2004, 2005, 2008, 2009, 2014, 2016, 2021, 2023, 2024 und 2025.
Der SK Rockaden hat Schweden 18 Mal beim Europapokal der European Chess Union vertreten: 1980/82, 1983/84, 1985/86, 1993, 1994, 1995, 1996, 1997, 1998, 2000, 2001, 2005, 2008, 2014, 2016, 2022, 2023 und 2024. Der Verein erreichte 1986 das Halbfinale und 1993 das Viertelfinale.
Bekannte Spieler, die für den SK Rockaden Stockholm spielen oder spielten, sind die Großmeister Ulf Andersson, Lars Karlsson, Erik Blomqvist, Jaan Ehlvest, Wassyl Iwantschuk, Eric Lobron, Peter Heine Nielsen, Viktorija Čmilytė-Nielsen, Jon Ludvig Hammer, Arturs Neiksans, Bartosz Soćko, Johan Salomon und Jonas Buhl Bjerre, und die Internationalen Meister Jonas Barkhagen, Robert Bator, Roland Ekström, Thomas Engqvist, Christer Hartman, Erik Hedman, Emil Hermansson, Patrik Lyrberg, Anders Olsson, Jung Min Seo, Mats Sjöberg, Hampus Sörensen, Edvin Trost, Richard Wessman und Michael Wiedenkeller sowie der Fernschachgroßmeister Dan Olofsson.
Seit Beginn der 1980er Jahre ist der SK Rockaden der führende Verein für Nachwuchs-Spieler. Der Verein hat den schwedischen Junior-Mannschaftswettkampf Juniorallsvenskan (für Spieler bis 20 Jahre) 17 Mal seit dessen erster Ausrichtung 1987 gewonnen: 1990, 1992–1995, 1997–1998, 2005–2010, 2013, 2016, 2018 und 2022. Außerdem gewann er den schwedischen Kadetten-Mannschaftswettkampf Kadettallsvenskan (für Spieler bis 16 Jahre) 20 Mal seit dessen erster Ausrichtung 1987: 1987–1990, 1992, 1994–1998, 2000, 2003–2008, 2012–2013 und 2016. Der SK Rockaden hat nach eigenen Angaben über 800 Mitglieder, von denen aktuell 325 mit einer LASK-Wertungszahl beim schwedischen Schachverband registriert sind (Stand: Juni 2015).